# Kristina Reynolds
Kristina Reynolds (Hamburgo, 18 de febrero de 1984) es una exjugadora alemana de hockey sobre césped.

## Trayectoria
Reynolds tuvo sus dos primeras participaciones olímpicas en Pekín 2008 y Londres 2012. En los Juegos Olímpicos de Río 2016 derrotó a Nueva Zelanda en el partido por el tercer puesto y obtuvo la medalla de bronce.